# Turtanu
Il Turtānu , anche Ta/urtannu (ebraico תַּרְתָּן; greco Θαρθαν; latino Tharthan; aramaico ܬܵܪܬܵܢ Tartan) era un importante ufficiale dell'Assiria: il lemma, di lingua accadica, può essere tradotto come "comandante in capo" o "primo ministro". Si trattava, in primis, dell'ufficiale cui il sovrano poteva delegare l'autorità di guidare l'esercito in battaglia, riconoscendogli quindi il più alto potere all'interno della società guerrafondaia assira.

## Ruolo e funzioni
Nella corte assira, il turtanu era la figura più importante, seconda solo al re, e precedeva il Rabshakeh (Gran coppiere/Visir) nella scala gerarchica. Esisteva due turtanu, uno "di destra" (imni) e uno "di sinistra" (shumeli). L'origine militare del titolo è probabilmente testimoniata da fatto che la parola turtanu venne utilizzata dagli Assiri anche per indicare i comandanti delle forze armate straniere con le quali si scontravano: es. Sargon II parlò nelle sue iscrizioni di un Turtanu Musurai per indicare un generale egizio. Il titolo fu anche precipuo dei governatori locali: es. si parla di un turtanu di Commagene.

Il titolo di turtanu figura nei testi babilonesi durante il periodo del dominio caldeo sulla città.
La posizione di turtanu portò a un declino del potere centralizzato in Assiria durante l'Impero medio-assiro. Emblematica la figura di Šamši-ilu, tanto potente ed autonomo da condurre le sue campagne militari senza l'approvazione del re.

## Alcuni Turtanu ricordati dalle fonti storiche
Nell'Antico Testamento, il Turtanu è uno dei tre messaggeri che il re assiro Sennacherib invia a Ezechia, re di Giuda, per negoziarne la resa di Gerusalemme durante l'invasione assira della Palestina nel 701 a.C. Gli altri due erano il Rabshakeh ed il Capo-Eunuco (Rabsaris).
- Dayyan-Assur, turtanu sotto il regno di Salmanassar III (859-824 a.C.). Condusse campagne al posto di Salmanassar III che gli diede il potere sull'esercito assiro. Queste campagne videro gli Assiri invadere gli Zagros, dove incontrarono i loro futuri acerrimi avversari Medi e Mannei.[1][2]
- Šamši-ilu, turtanu di Adad-nirari III (regno 811-783 a.C.) e successivamente Salmanassar IV (regno 783-773 a.C.) e altri. Sebbene fosse (pare) originario di Bit-Adini, una provincia annessa all'Assiria qualche tempo prima, divenne uno degli individui più potenti d'Assiria a cavallo tra IX e VIII secolo a.C. Condusse una campagna contro Argishtis I di Urartu[9]. Šamši-ilu aveva sede a Kar-Shalmaneser e iniziò a fare una campagna dai probabili intenti dinastici a ovest dell'Eufrate, senza il consenso del re.[7]
- Ashur-iska-danin, turtanu nel 720 a.C.[5]
- Abdai, turtanu nel 694 a.C.[5]
- Bel-emurani, turtanu nel 686 a.C.[5]

### Fonti
- Obelisco nero di Salmanassar III.

### Studi
- (EN) Easton MG, Easton's Bible Dictionary, T. Nelson and Sons, 1897.
- (ES) Lara Peinado F [et al.], Diccionario de instituciones de la Antigüedad, Fuenlabrada (Madrid), Ediciones Cátedra (Grupo Anaya, Sociedad Anónima), 2009, ISBN 978-84-376-2612-3.
- (EN) Van De Mierroop M, A history of the ancient Near East, ca 3000-323 B.C., 2ª ed., Massachusetts, Blackwell Publishing, 2007, ISBN 978-1-4051-4911-2.